# 服部祐民子
服部 祐民子（はっとり ゆみこ、1973年5月24日 - ）は、日本のシンガーソングライター。岩手県盛岡市出身。血液型O型。

## 略歴
岩手県立の学系制の高校で芸術学系に所属し、油絵とデザインを中心に学ぶ。高3の時にアコースティック・ギターを購入すると同時に、中学から書きためた詞に曲をつけ始める。
高校卒業後、上京して都内の家電量販店に勤務。寮に住み込みながら楽曲制作。
1993年、ソニー・ミュージックエンタテインメント主催のオーディション「BREATH」でSD奨励賞を受賞。
1994年、Sony Records（現ソニー・ミュージックレコーズ）より、シングル『愛してくれなかった人達へ』でデビュー。
1999年、アルバム『アドバルーン』を発売後、Sony Recordsとの契約終了。
2000年、自身のレーベル「IQ7073」（代表・大山秀雄）を設立。ライブ・楽曲提供・WEB制作・各メディアでの執筆などを中心に活動。
2010年10月22日をもって活動を無期限休止。

## Discography

### SINGLE
1. 愛してくれなかった人達へ（1994年9月21日）
2. Gray Sky（1995年4月21日）
3. 夏の日〜あなたがいた季節〜（1995年8月1日）
4. 名もなき丘の上で（1995年11月1日）
5. IN-OUT（1996年8月21日）
6. アドバルーン（1998年10月21日）
7. 幸せになりたい（2009年9月16日）
8. 僕の分身（2009年11月18日）
9. 4号線／バイバイ（2010年6月23日）

### ALBUM
1. 自画像（1994年11月2日)
2. RIVER（1995年11月1日)
3. Empty Days（1996年9月21日）
4. アドバルーン（1999年3月20日）
5. one（2001年4月21日）
6. 青虫（2004年11月22日)
7. パラレル（2006年2月10日）

### DVD
1. Hattori Yumiko DVD LIVE + 1994→2001（2004年5月24日）
2. 服部祐民子 Live 2007 at 南青山MANDALA（2007年12月27日）
3. 服部祐民子 弾き歌い（2008年4月25日）
4. 服部祐民子 主成分（2008年12月3日）

## 提供楽曲
- 藤井フミヤ「土砂降り」（アルバム『奇妙な果実』）共作詞・作曲（2005年6月29日）
- 小杉十郎太 「君を呼んでる／何となく」（アルバム『Honesty-再び素直になる時-』）作詞・作曲（2007年5月3日）

## エピソード・その他
2011年1月8日の朝日新聞「マイタウン 岩手」にてインタビューが掲載され、そこで歌の歌詞の中の「君」を指す人物との結婚を公表。2010年10月22日に行われた、活動休止前ラストライブのMC中でも、「長年好きだった人と結婚する道を選び、岩手に帰る」旨を発表していた（なお、相手は中学時代の同級生であることがマイタウンに掲載されている）。2012年10月に第一子（長男）を出産した。

## 事件
友人だった小柳裕美（SOLT、美裕リュウ）に歌詞を盗用される事件が起きた際、最終的には「共作」扱いされることになるが、その時のJASRACの対応に対し「JASRACは全く動かなかった」と自身のブログに記している。